# Fresnes-sur-Marne
Pour les articles homonymes, voir Fresnes.
Fresnes-sur-Marne est une commune française située dans le département de Seine-et-Marne en région Île-de-France.

## Géographie

### Localisation
Fresnes-sur-Marne se trouve  à 15 km à l'ouest de Meaux.

### Communes limitrophes
| Claye-Souilly   | Charny            |                 |
|                 | Fresnes-sur-Marne | Charmentray     |
| Annet-sur-Marne | Jablines          | Précy-sur-Marne |

### Géologie et relief
La commune est classée en zone de sismicité 1, correspondant à une sismicité très faible. L'altitude varie de 38 mètres à 88 mètres pour le point le plus haut, le centre du bourg se situant à environ 47 mètres d'altitude (mairie).
Les terres du village sont hétérogènes mais fertiles. On y trouve aussi bien des limons au nord que du sable et des tourbes au sud. Les terres argileuses de Fresnes auront d'ailleurs été exploitées par la briqueterie qui se trouvait au nord du canal. Le sud a été exploité pour son sable par les carrières anciennement situées le long de la Marne.
Le sous-sol de Fresnes aura aussi été exploité pour son pétrole, le plus pur en soufre selon les exploitants. Au XXIe siècle, si l'on puise encore quelques hectolitres par semaine, les puits restants ne servent qu'à réinjecter de l'eau pour garder une pression suffisante au niveau des autres puits situés dans le département.

### Hydrographie

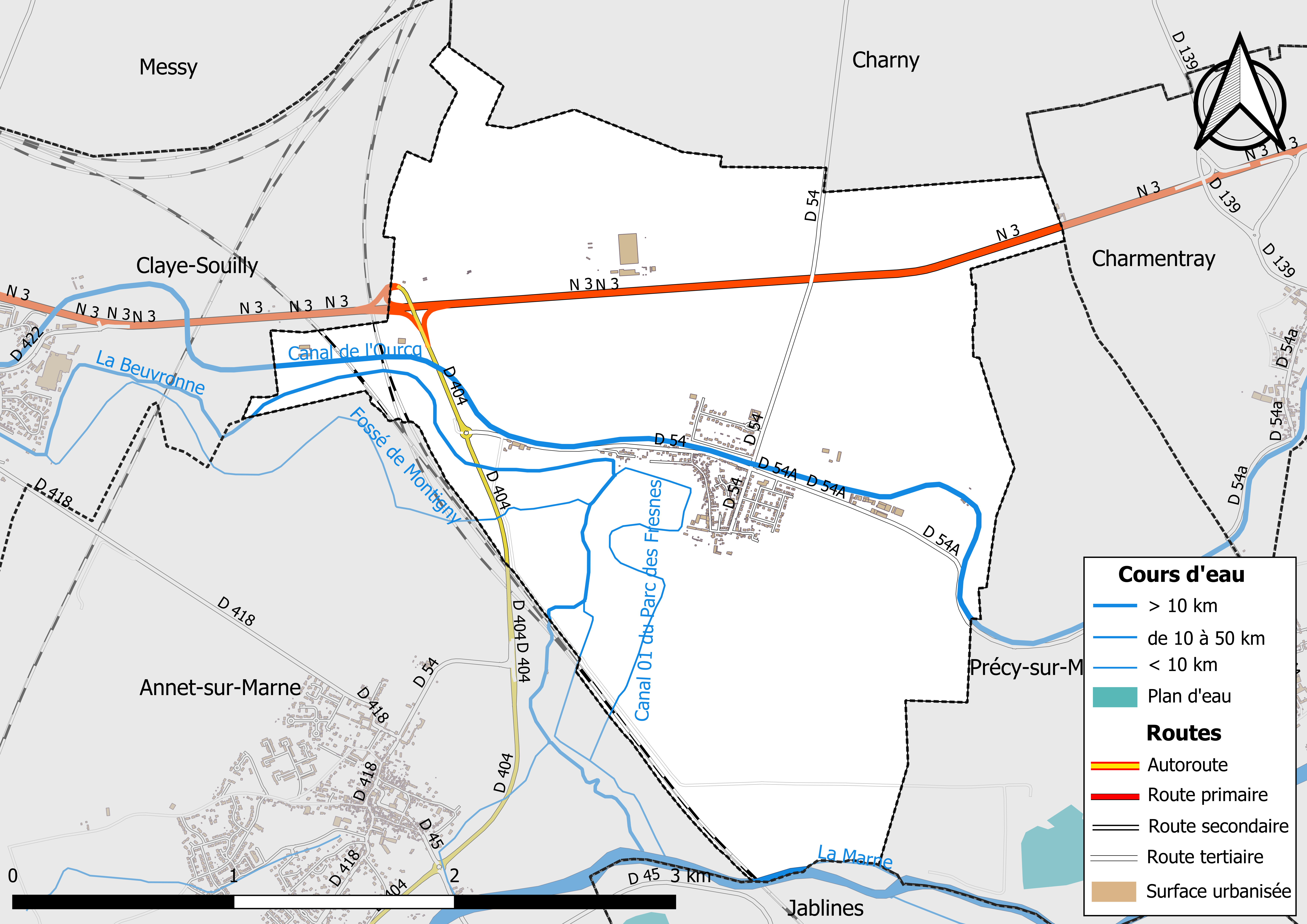
Carte des réseaux hydrographique et routier de Fresnes-sur-Marne.

Le réseau hydrographique de la commune se compose de sept cours d'eau référencés :
- la rivière la Marne, longue de 514,26 km[3], principal affluent de la Seine, en limite sud de la commune, ainsi que :
  - un bras de 0,52 km[4] ;
  - la rivière Beuvronne, longue de 23,90 km[5], affluent en rive droite de la Marne, à l'ouest de la commune ;
    - le fossé de Montigny, canal de 3,29 km[6], qui conflue avec la Beuvronne ;

  - le canal 01 de la Commune de Fresnes-sur-Marne, 1,50 km[7], qui conflue avec la Marne ;
    - le canal 01 du Parc des Fresnes, 2,2 km[8] qui conflue avec le canal 01 de la Commune de Fresnes-sur-Marne ;
- le canal de l'Ourcq, 96,55 km[9], qui divise le bourg.

La longueur totale des cours d'eau sur la commune est de 10,02 km.

### Climat
Pour des articles plus généraux, voir Climat de l'Île-de-France et Climat de Seine-et-Marne.
En 2010, le climat de la commune est de type climat océanique dégradé des plaines du Centre et du Nord, selon une étude du CNRS s'appuyant sur une série de données couvrant la période 1971-2000. En 2020, Météo-France publie une typologie des climats de la France métropolitaine dans laquelle la commune est exposée à un climat océanique altéré et est dans la région climatique Nord-est du bassin Parisien, caractérisée par un ensoleillement médiocre, une pluviométrie moyenne régulièrement répartie au cours de l’année et un hiver froid (3 °C).
Pour la période 1971-2000, la température annuelle moyenne est de 11,3 °C, avec une amplitude thermique annuelle de 15,4 °C. Le cumul annuel moyen de précipitations est de 708 mm, avec 10,6 jours de précipitations en janvier et 7,8 jours en juillet. Pour la période 1991-2020, la température moyenne annuelle observée sur la station météorologique la plus proche, située sur la commune de Torcy à 12 km à vol d'oiseau, est de 12,1 °C et le cumul annuel moyen de précipitations est de 716,4 mm,. Pour l'avenir, les paramètres climatiques de la commune estimés pour 2050 selon différents scénarios d'émission de gaz à effet de serre sont consultables sur un site dédié publié par Météo-France en novembre 2022.

### Milieux naturels et biodiversité
L’inventaire des zones naturelles d'intérêt écologique, faunistique et floristique (ZNIEFF) a pour objectif de réaliser une couverture des zones les plus intéressantes sur le plan écologique, essentiellement dans la perspective d’améliorer la connaissance du patrimoine naturel national et de fournir aux différents décideurs un outil d’aide à la prise en compte de l’environnement dans l’aménagement du territoire.
Le territoire communal de Fresnes-sur-Marne comprend deux ZNIEFF de type 1,,, 
les « plans d'eau de Précy-sur-Marne » (167,12 ha), couvrant 2 communes du département ;
et la « vallée de la Beuvronne entre Claye-Souilly et Fresnes-sur-Marne » (106,42 ha), couvrant 3 communes du département
et une ZNIEFF de type 2,, 
la « vallée de la Marne de Coupvray à Pomponne » (3 619,57 ha), couvrant 17 communes du département.

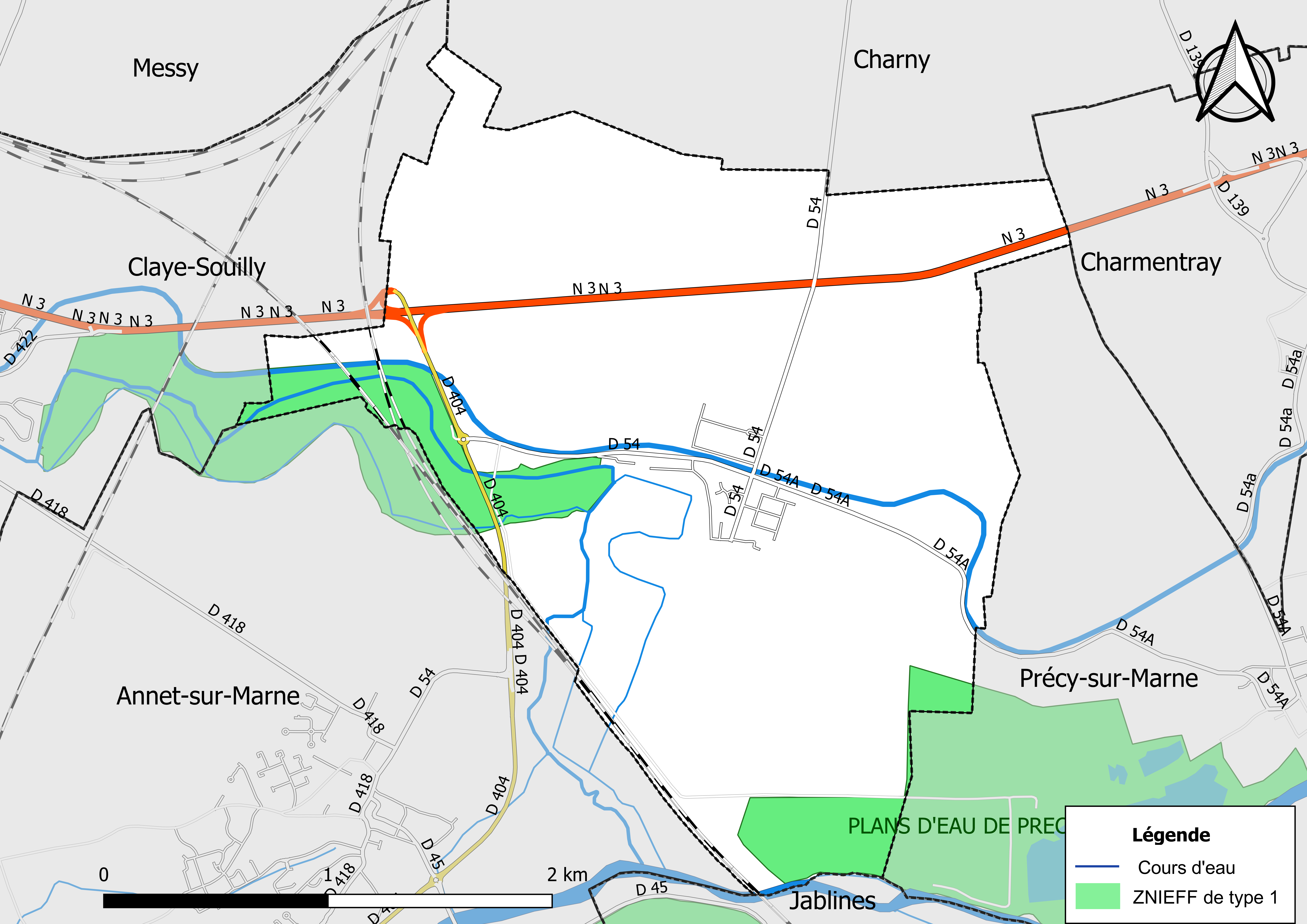
Carte des ZNIEFF de type 1 de la commune.
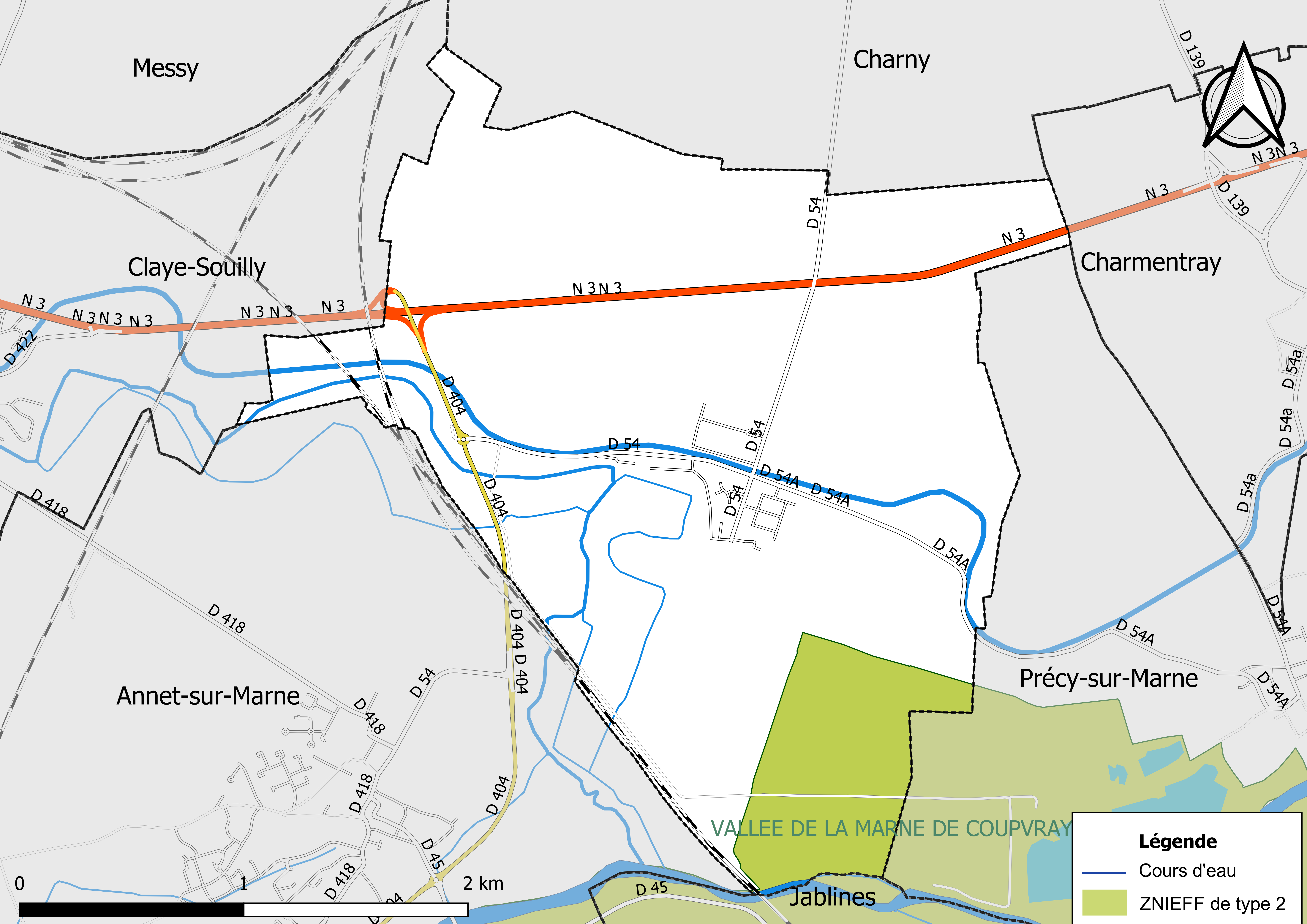
Carte des ZNIEFF de type 2 de la commune.

## Urbanisme

### Typologie
Au 1er janvier 2024, Fresnes-sur-Marne est catégorisée bourg rural, selon la nouvelle grille communale de densité à sept niveaux définie par l'Insee en 2022.
Elle est située hors unité urbaine. Par ailleurs la commune fait partie de l'aire d'attraction de Paris, dont elle est une commune de la couronne,. Cette aire regroupe 1 929 communes,.

### Lieux-dits et écarts
La commune compte 38 lieux-dits administratifs répertoriés consultables ici (source : le fichier Fantoir).

### Occupation des sols
L'occupation des sols de la commune, telle qu'elle ressort de la base de données européenne d’occupation biophysique des sols Corine Land Cover (CLC), est marquée par l'importance des territoires agricoles (63,1 % en 2018), en diminution par rapport à 1990 (72,5 %). La répartition détaillée en 2018 est la suivante : 
terres arables (63,1 %), mines, décharges et chantiers (20,2 %), forêts (6,4 %), zones urbanisées (4,9 %), zones industrielles ou commerciales et réseaux de communication (4,9 %), milieux à végétation arbustive et/ou herbacée (0,5 %).
Parallèlement, L'Institut Paris Région, agence d'urbanisme de la région Île-de-France, a mis en place un inventaire numérique de l'occupation du sol de l'Île-de-France, dénommé le MOS (Mode d'occupation du sol), actualisé régulièrement depuis sa première édition en 1982. Réalisé à partir de photos aériennes, le Mos distingue les espaces naturels, agricoles et forestiers mais aussi les espaces urbains (habitat, infrastructures, équipements, activités économiques, etc.) selon une classification pouvant aller jusqu'à 81 postes, différente de celle de Corine Land Cover,,. L'Institut met également à disposition des outils permettant de visualiser par photo aérienne l'évolution de l'occupation des sols de la commune entre 1949 et 2018.

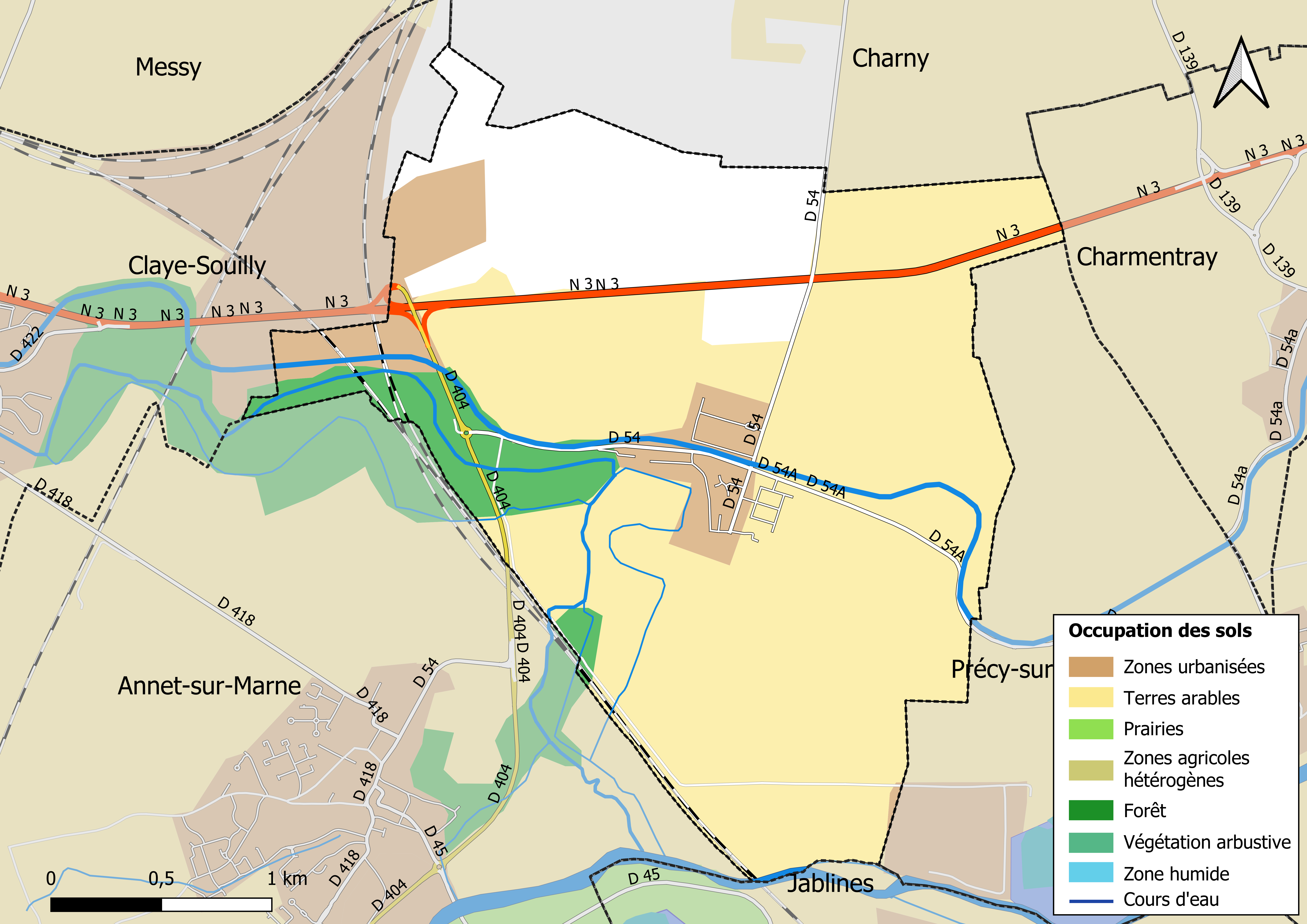
Carte des infrastructures et de l'occupation des sols en 2018 (CLC) de la commune.
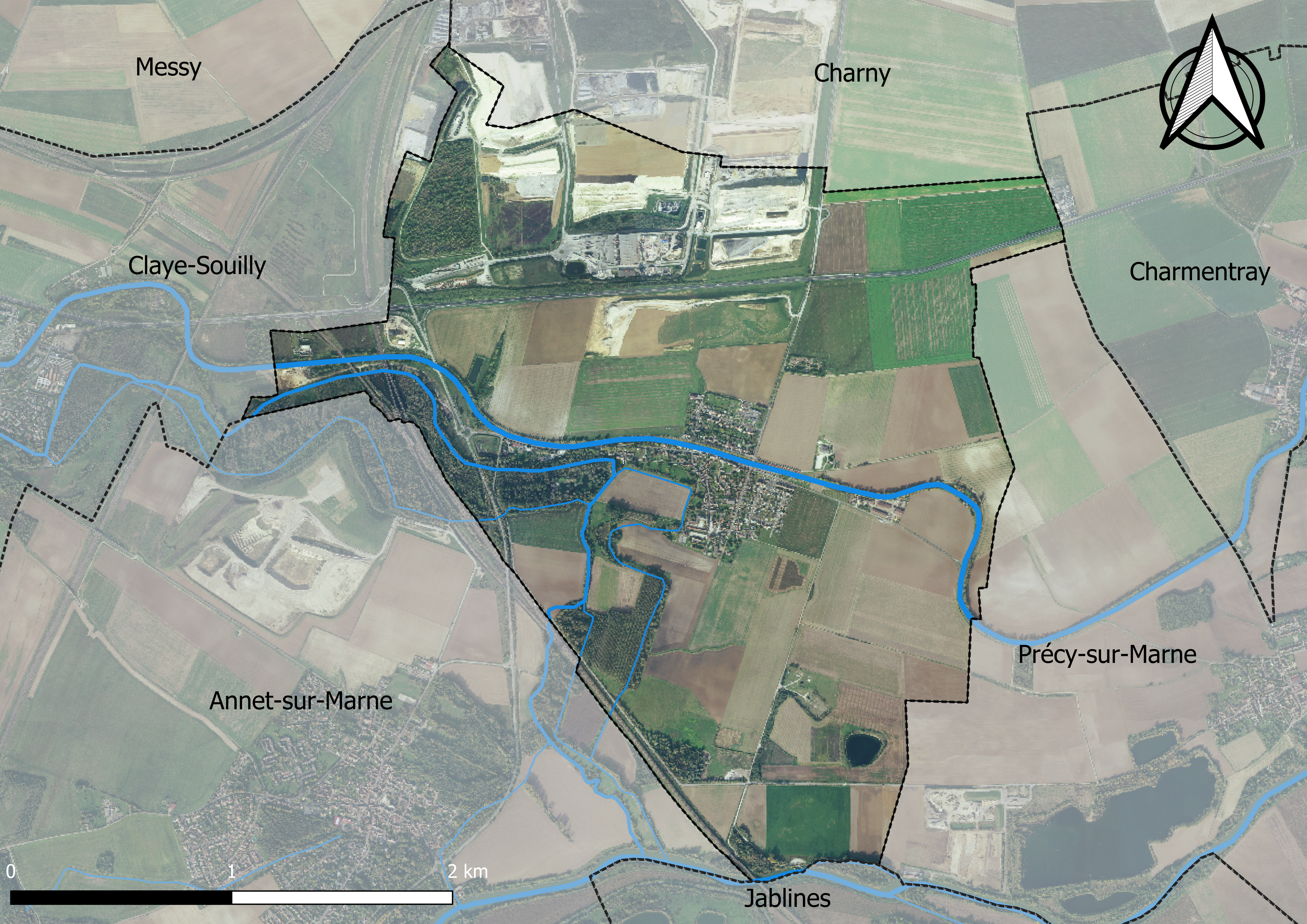
Carte orhophotogrammétrique de la commune.

### Planification
La loi SRU du 13 décembre 2000 a incité les communes à se regrouper au sein d’un établissement public, pour déterminer les partis d’aménagement de l’espace au sein d’un SCoT, un document d’orientation stratégique des politiques publiques à une grande échelle et à un horizon de 20 ans et s'imposant aux documents d'urbanisme locaux, les PLU (Plan local d'urbanisme). La commune est dans le territoire du SCOT Roissy Pays de France, approuvé le 19 décembre 2019 et porté par la communauté d’agglomération Roissy Pays de France.
La commune disposait en 2019 d'un plan local d'urbanisme en révision. Le zonage réglementaire et le règlement associé peuvent être consultés sur le Géoportail de l'urbanisme.

### Logement
En 2016, le nombre total de logements dans la commune était de 338 dont 83,1 % de maisons et 16,9 % d'appartements.
Parmi ces logements, 95 % étaient des résidences principales, 0,6 % des résidences secondaires et 4,4 % des logements vacants.
La part des ménages fiscaux propriétaires de leur résidence principale s'élevait t à 79,1 % contre 19,3 % de locataires dont, 0,3 % de logements HLM loués vides (logements sociaux) et, 1,6 % logés gratuitement.

### Voies de communication et transports

#### Voies de communication
Le nord du territoire communal est traversé par la route nationale 3. Sur son flanc est, il est bordé par la ligne à grande vitesse Interconnexion Est.

#### Transports
La commune est desservie par la ligne d'autocars No 9 (Meaux – Mitry-Mory) du réseau de bus Roissy Est.

## Toponymie
Le nom de la localité est attesté sous les formes C. Fraxinum en 1150 ; Territorim de Fraxinis en 1259 ; Fresnes sur Marne en 1459 ; Frenes au XVe siècle,.
Du latin fraxinus, « frêne », arbre qui pousse dans les marais de la Beuvronne.
La Marne est une rivière française située à l'est du bassin parisien et longue de 514,26 km. Elle représente à ce titre la plus grande rivière de France.

## Histoire

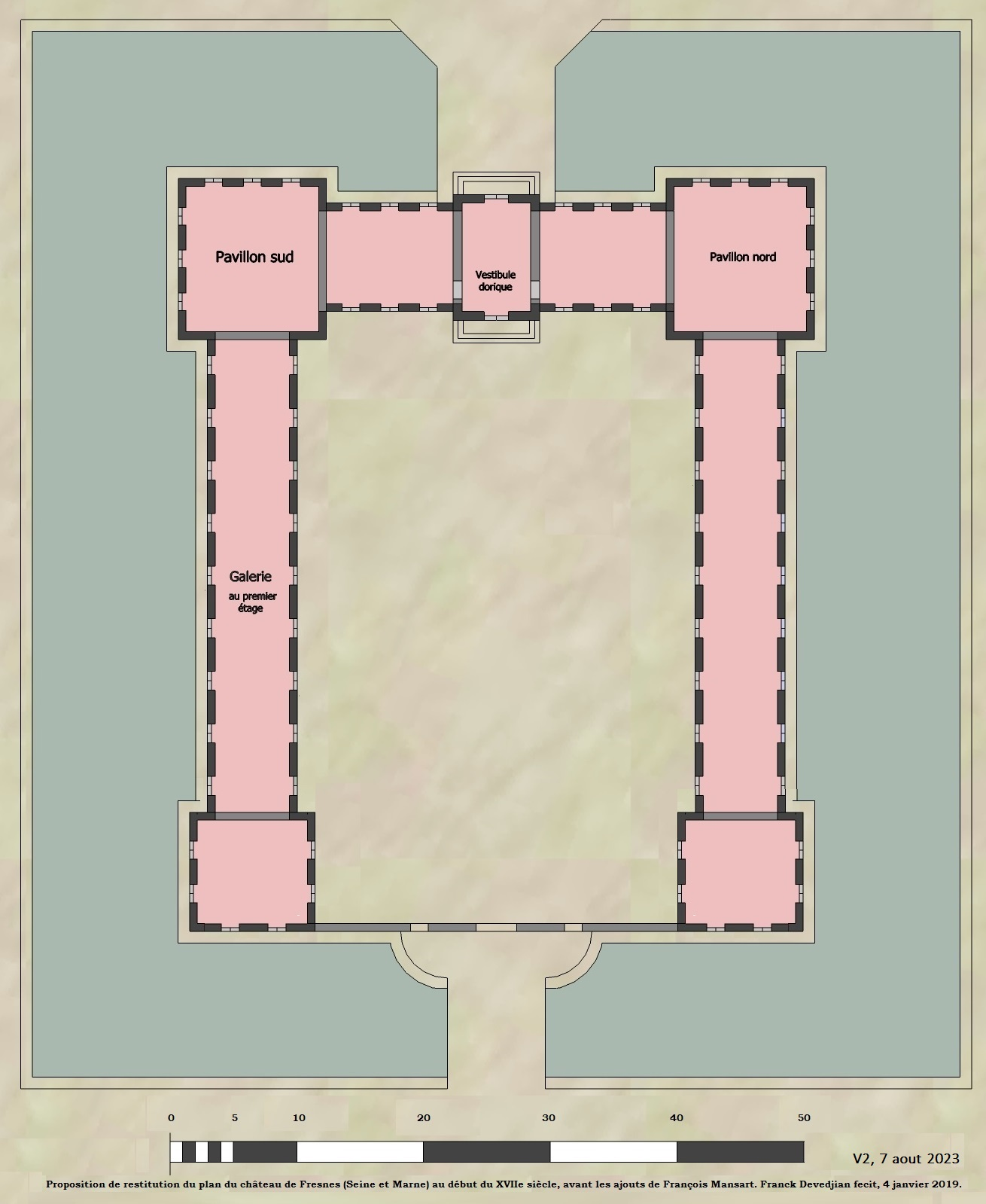
Essai de restitution du plan du château de Fresnes (Seine-et-Marne), avant les travaux de Mansart.
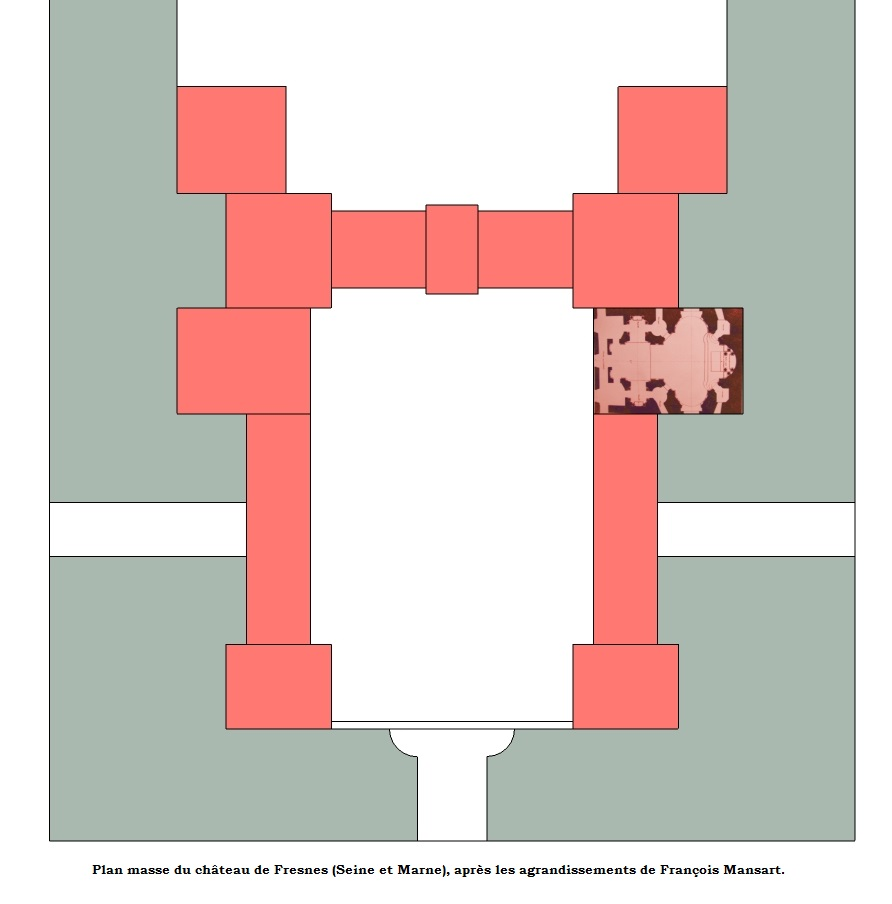
Plan masse du château de Fresnes (Seine-et-Marne) après les agrandisse- ments de François Mansart.
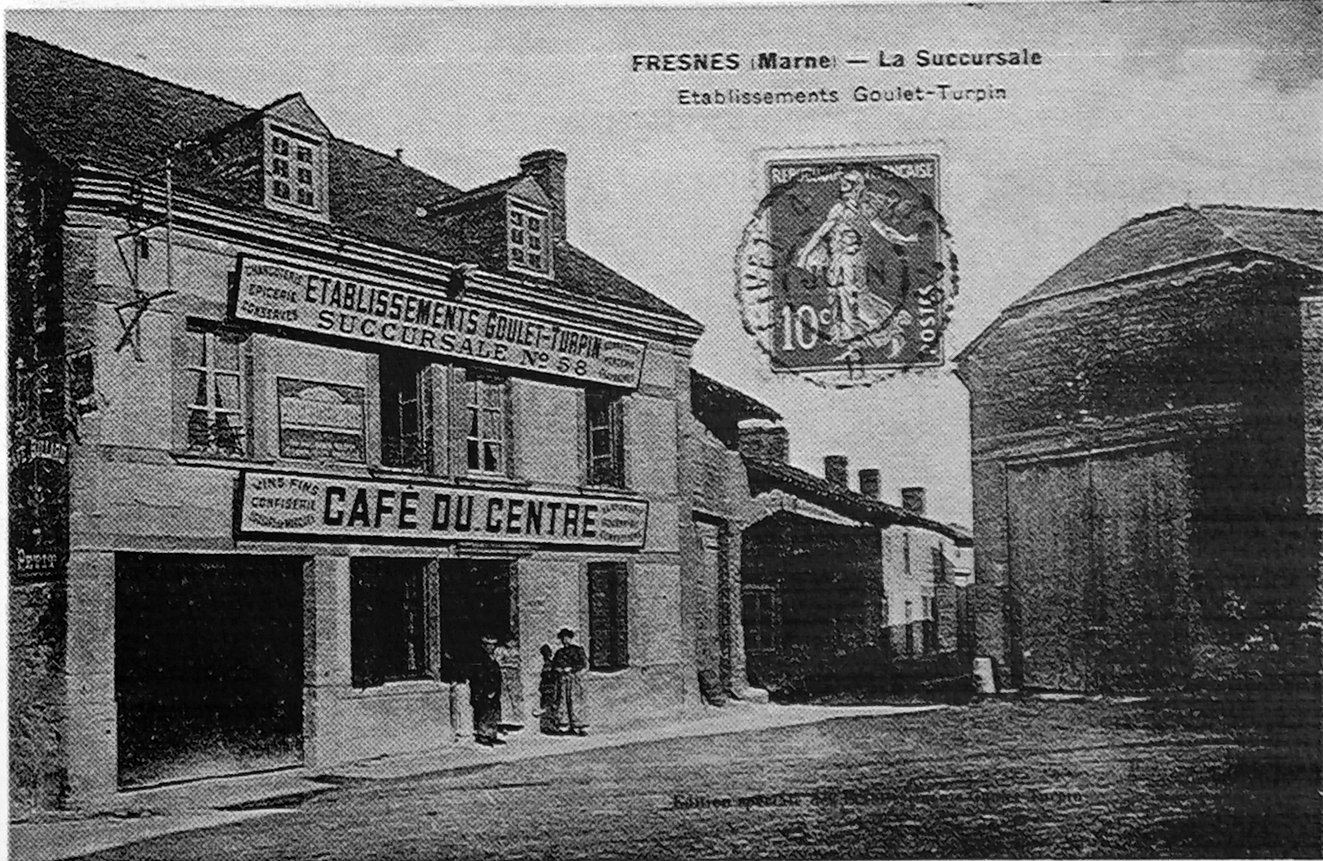
Établissement Goulet-Turpin.

Il y avait autrefois un château qui a appartenu à Henri de Guénégaud, qui l'acheta à François de Beauvilliers comte de Saint-Aignan en 1641.

## Politique et administration

### Liste des maires
| Période                                  | Période  | Identité      | Étiquette | Qualité             |
| ---------------------------------------- | -------- | ------------- | --------- | ------------------- |
| Les données manquantes sont à compléter. |          |               |           |                     |
| 2001                                     | en cours | Jean Lefort   |           | Exploitant agricole |
| 1989                                     | 2001     | Dominique Flé |           | Agriculteur         |

## Équipements et services

### Eau et assainissement
L’organisation de la distribution de l’eau potable, de la collecte et du traitement des eaux usées et pluviales relève des communes. La loi NOTRe de 2015 a accru le rôle des EPCI à fiscalité propre en leur transférant cette compétence. Ce transfert devait en principe être effectif au 1er janvier 2020, mais la loi Ferrand-Fesneau du 3 août 2018 a introduit la possibilité d’un report de ce transfert au 1er janvier 2026,.

#### Assainissement des eaux usées
En 2020, la gestion du service d'assainissement collectif de la commune de Fresnes-sur-Marne est assurée par la communauté de communes Plaines et monts de France (CCPMF) pour la collecte, le transport et la dépollution. Ce service est géré en délégation par une entreprise privée, dont le contrat arrive à échéance le 31 décembre 2023,,.
L’assainissement non collectif (ANC) désigne les installations individuelles de traitement des eaux domestiques qui ne sont pas desservies par un réseau public de collecte des eaux usées et qui doivent en conséquence traiter elles-mêmes leurs eaux usées avant de les rejeter dans le milieu naturel. La communauté de communes Plaines et monts de France (CCPMF) assure pour le compte de la commune le service public d'assainissement non collectif (SPANC), qui a pour mission de vérifier la bonne exécution des travaux de réalisation et de réhabilitation, ainsi que le bon fonctionnement et l’entretien des installations,.

#### Eau potable
En 2020, l'alimentation en eau potable est assurée par  qui en a délégué la gestion à l'entreprise Veolia, dont le contrat expire le 30 avril 2028,,.

## Population et société

### Démographie
L'évolution du nombre d'habitants est connue à travers les recensements de la population effectués dans la commune depuis 1793. Pour les communes de moins de 10 000 habitants, une enquête de recensement portant sur toute la population est réalisée tous les cinq ans, les populations de référence des années intermédiaires étant quant à elles estimées par interpolation ou extrapolation. Pour la commune, le premier recensement exhaustif entrant dans le cadre du nouveau dispositif a été réalisé en 2006.

En 2022, la commune comptait 947 habitants, en évolution de +3,27 % par rapport à 2016 (Seine-et-Marne : +3,92 %, France hors Mayotte : +2,11 %).
| 1793 | 1800 | 1806 | 1821 | 1831 | 1836 | 1841 | 1846 | 1851 |
| ---- | ---- | ---- | ---- | ---- | ---- | ---- | ---- | ---- |
| 285  | 299  | 307  | 321  | 295  | 256  | 272  | 304  | 322  |

| 1856 | 1861 | 1866 | 1872 | 1876 | 1881 | 1886 | 1891 | 1896 |
| ---- | ---- | ---- | ---- | ---- | ---- | ---- | ---- | ---- |
| 317  | 325  | 375  | 389  | 394  | 504  | 421  | 382  | 432  |

| 1901 | 1906 | 1911 | 1921 | 1926 | 1931 | 1936 | 1946 | 1954 |
| ---- | ---- | ---- | ---- | ---- | ---- | ---- | ---- | ---- |
| 419  | 410  | 445  | 379  | 357  | 398  | 359  | 351  | 379  |

| 1962 | 1968 | 1975 | 1982 | 1990 | 1999 | 2006 | 2011 | 2016 |
| ---- | ---- | ---- | ---- | ---- | ---- | ---- | ---- | ---- |
| 412  | 417  | 382  | 362  | 398  | 441  | 628  | 657  | 917  |

| 2021 | 2022 | - | - | - | - | - | - | - |
| ---- | ---- | - | - | - | - | - | - | - |
| 956  | 947  | - | - | - | - | - | - | - |

### Enseignement
Fresnes-sur-Marne dispose d’une école primaire, située 2 rue de l'Ancienne Briqueterie.
Cet établissement public, inscrit sous le code UAI (Unité administrative immatriculée ) : 0770183F, comprend 86 élèves  (chiffre du Ministère de l'Éducation nationale). Il dispose d’un restaurant scolaire.
La commune dépend de l'Académie de Créteil ; pour le calendrier des vacances scolaires, Fresnes-sur-Marne est en zone C.

## Économie

### Revenus de la population et fiscalité
En 2017, le nombre de ménages fiscaux de la commune était de 322, représentant 922 personnes et la  médiane du revenu disponible par unité de consommation  de 27 180 euros.

### Emploi
En 2017 , le nombre total d’emplois dans la zone était de 133, occupant 500 actifs  résidants.
Le taux d'activité de la population (actifs ayant un emploi) âgée de 15 à 64 ans s'élevait à  78,7 % contre un taux de chômage de 4,3 %.
Les 17 % d’inactifs se répartissent de la façon suivante : 8,3 % d’étudiants et stagiaires non rémunérés, 4,2 % de retraités ou préretraités et 4,5 % pour les autres inactifs.

### Entreprises et commerces
En 2015, le nombre d'établissements actifs était de 59 dont 7 dans l'agriculture-sylviculture-pêche, 3 dans l’industrie, 7 dans la construction, 31 dans le commerce-transports-services divers et 11  étaient relatifs au secteur administratif.
Ces établissements ont pourvu 61 postes salariés.

### Secteurs d'activité

#### Agriculture
Fresnes-sur-Marne est dans la petite région agricole dénommée les « Vallées de la Marne et du Morin », couvrant les vallées des deux rivières, en limite de la Brie. En 2010, l'orientation technico-économique de l'agriculture sur la commune est la culture de céréales et d'oléoprotéagineux (COP).
Si la productivité agricole de la Seine-et-Marne se situe dans le peloton de tête des départements français, le département enregistre un double phénomène de disparition des terres cultivables (près de 2 000 ha par an dans les années 1980, moins dans les années 2000) et de réduction d'environ 30 % du nombre d'agriculteurs dans les années 2010. Cette tendance se retrouve au niveau de la commune où le nombre d’exploitations est passé de 7 en 1988 à 6 en 2010. Parallèlement, la taille de ces exploitations augmente, passant de 94 ha en 1988 à 166 ha en 2010.
Le tableau ci-dessous présente les principales caractéristiques des exploitations agricoles de Fresnes-sur-Marne, observées sur une période de 22 ans : 
|                                      | 1988 | 2000 | 2010 |
| ------------------------------------ | ---- | ---- | ---- |
| Dimension économique,                |      |      |      |
| Nombre d’exploitations (u)           | 7    | 5    | 6    |
| Travail (UTA)                        | 15   | 9    | 7    |
| Surface agricole utilisée (ha)       | 655  | 777  | 995  |
| Cultures                             |      |      |      |
| Terres labourables (ha)              | 635  | 776  | 986  |
| Céréales (ha)                        | 413  | 431  | 651  |
| dont blé tendre (ha)                 | 264  | 345  | 432  |
| dont maïs-grain et maïs-semence (ha) | 133  | s    | 46   |
| Tournesol (ha)                       | 46   | s    | s    |
| Colza et navette (ha)                | 80   | s    | 122  |
| Élevage                              |      |      |      |
| Cheptel (UGBTA)                      | 3    | 0    | 0    |

## Culture locale et patrimoine

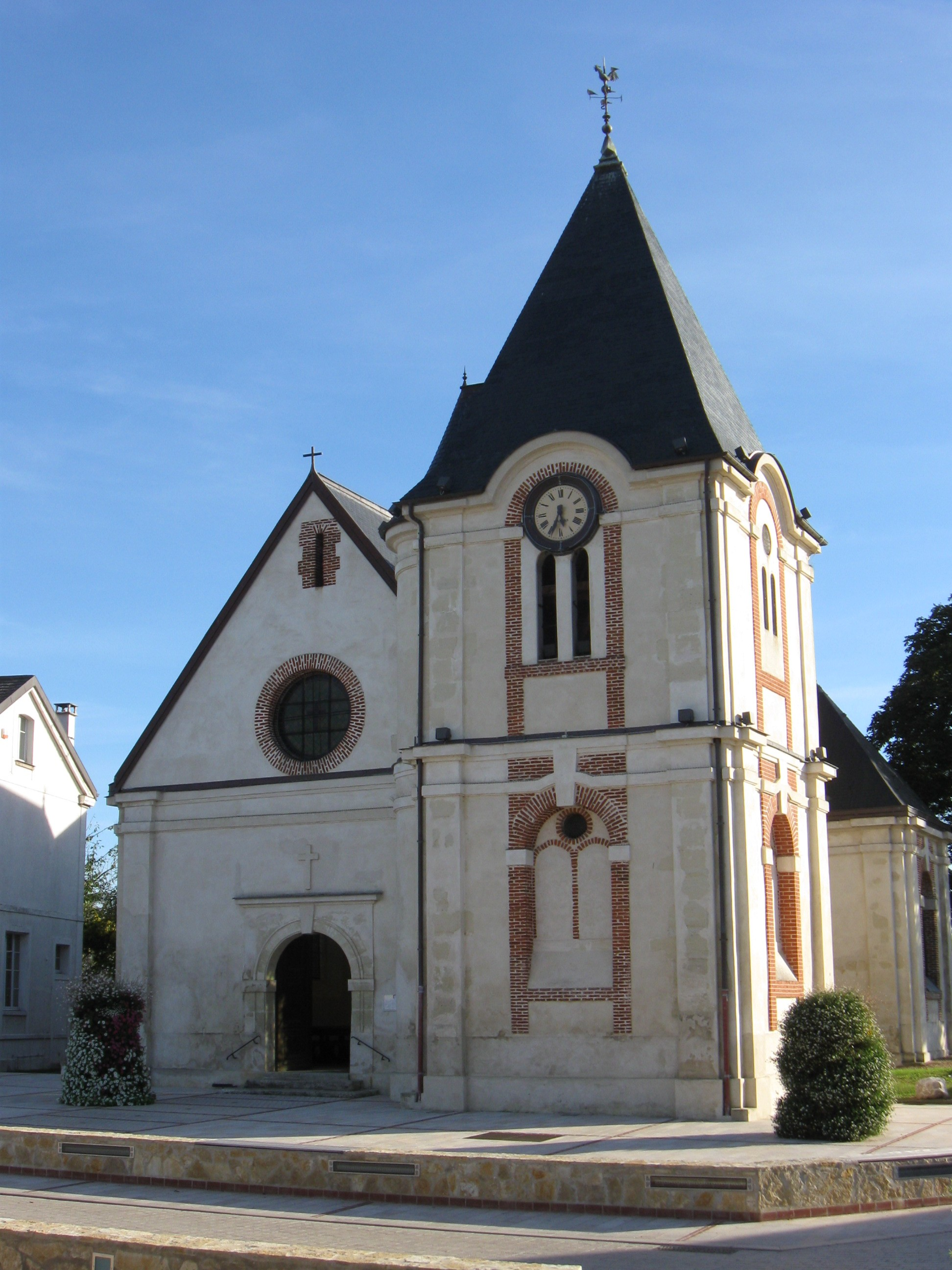
L'église Saint-Sulpice.

### Lieux et monuments
- L'église Saint-Sulpice restaurée en 2013, XVIIe siècle[60].
- L'écluse de Fresnes sur le canal de l'Ourcq, 1841.

### Patrimoine naturel
- ZNIEFF de type 1 no 110020187 « Vallée de la Beuvronne entre Claye-Souilly et Fresnes-sur-Marne »[61].

### Personnalités liées à la commune
- Henri François d'Aguesseau (1668-1751) a résidé à Fresnes-sur-Marne dans l'ancien château dont il ne reste plus rien.
- Henri Buguet (1761-1833), peintre, graveur, caricaturiste et illustrateur, est né à Fresnes-sur-Marne.

### Héraldique
|  | Les armes de la ville se blasonnent ainsi : D'azur au frêne d'or à dextre et à l'épée haute d'argent garnie d'or à senestre, le tout soutenu d'une divise ondée d'or. |